# ETB2
ETB2 ("ETB bi", en euskera y estilizado como ETB II) es el segundo canal de televisión de la empresa de producción y difusión de contenidos audiovisuales EITB Media S.A.U. que junto con el Ente Público Euskal Irrati Telebista-Radio Televisión Vasca conforma el grupo de comunicación público vasco, legislativamente dependiente del Parlamento Vasco y del Gobierno Vasco encuadrada en la Consejería de Cultura del País Vasco, España. El canal emite íntegramente en castellano y es de carácter generalista.

## Historia
Nació en el año 1986, 3 años después que ETB1, en una situación de alegalidad. La salida al aire de ETB2 convirtió a Euskal Telebista en el primer ente televisivo autonómico en tener dos canales y el primer canal en lengua castellana fuera del monopolio de RTVE.
Es un canal de actualidad mayormente en cuanto a contenido, y el único de la televisión pública vasca que emite íntegramente en castellano. En su parrilla no suele haber programas deportivos ni infantiles y juveniles, que son exclusivamente emitidos por otros canales del grupo en euskera, pero los programas informativos, con el Teleberri de la tarde como estrella, son los más cuidados del grupo. ETB2 también selecciona cuidadosamente su oferta cinematográfica, con la emisión de importantes películas, muchas de ellas estrenadas en exclusiva. 
Su área de recepción es toda la comunidad autónoma del País Vasco, Navarra y País Vasco francés, también se recepciona en algunas comarcas de las comunidades limítrofes de Cantabria, Castilla y León, La Rioja y Aragón.
ETB tiene corresponsalías nacionales en Bilbao, Vitoria, San Sebastián, Pamplona, Barcelona y Madrid. También dispone de corresponsales en el extranjero: París, Londres, Berlín, Nueva York, Jerusalén, Bruselas y Pekín. Las instalaciones son totalmente digitales y tienen un alto grado de informatización.
El día 21 de diciembre de 2016 empezaron a emitir en pruebas en TDT las señales en alta definición de ETB1 y ETB2 reemplazando el canal ETB HD, que hasta ese momento se emitía exclusivamente a través de los operadores de telecomunicaciones Euskaltel y Vodafone.

## Imagen corporativa

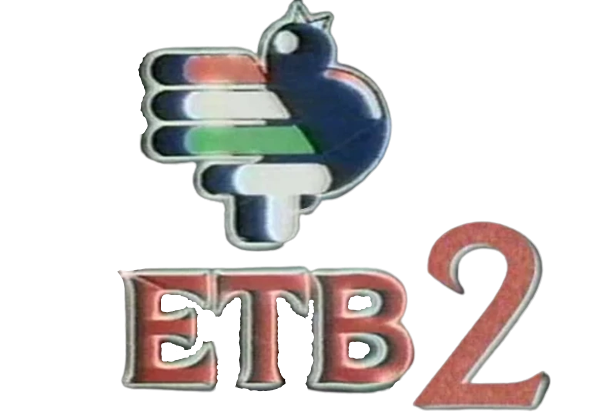
Primer logotipo, usado entre 1986 y 1988.
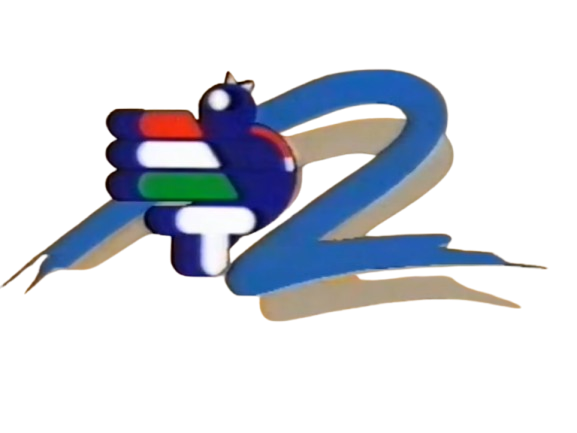
Logotipo alternativo entre 1986 y 1988.
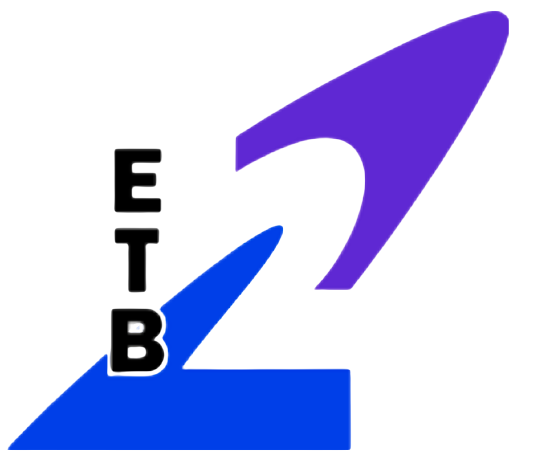
Logotipo usado entre 1994 y 2000.
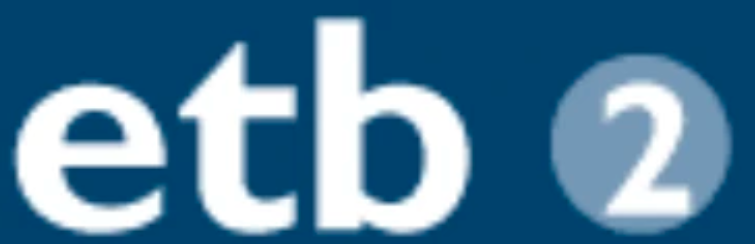
Logotipo usado entre 2000 y 2007.
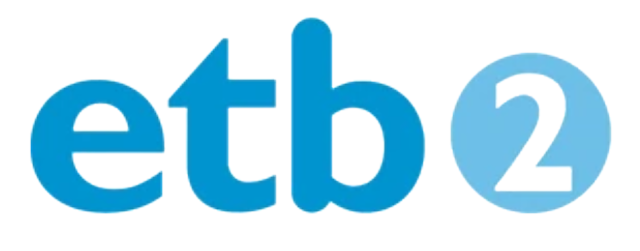
Logotipo usado entre 2007 y 2010.
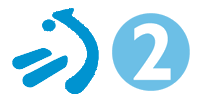
Logotipo usado entre 2010 y 2015.
Logotipo usado desde 2015 hasta 2022.
Logotipo usado desde 2022.

## Eslóganes
- 1986 - 1989: Con ETB, Tienes Mucho Que Ver.
- 1989 - 1990: Conectamos Contigo
- Primavera 1991: Por Todo Lo Alto
- 1991 - 1992: Conecta con lo tuyo
- 1992 - 1993: La TV de Aquí
- 1993 - 1995: La Diferencia
- 1995 - 1996: Cada día es Distinto
- 1996 - 1997: En el espacio de Todos
- 1997 - 1998: De nuevo Contigo
- 2000: Juntos, Volamos más Alto
- 2011: Estás en Casa
- 2022 - 2025: Compartimos lo que somos
- 2025 - Actualidad: Lo que somos, Lo que nos Une

## Audiencias
A pesar de que este canal de televisión comenzó sus emisiones el 31 de mayo de 1986, sus audiencias comenzaron a ser medidas en 2007:
| Año  | Enero | Febrero | Marzo | Abril | Mayo  | Junio | Julio | Agosto | Septiembre | Octubre | Noviembre | Diciembre | Media anual |
| ---- | ----- | ------- | ----- | ----- | ----- | ----- | ----- | ------ | ---------- | ------- | --------- | --------- | ----------- |
| 2007 | 15,1% | 15,3%   | 15,6% | 14,8% | 14,3% | 14,4% | 14,6% | 15,9%  | 14,1%      | 14,4%   | 14,5%     | 14,6%     | 14,8%       |
| 2008 | 15,8% | 15,1%   | 15,1% | 14,7% | 15,0% | 14,6% | 15,0% | 15,8%  | 15,4%      | 15,3%   | 14,7%     | 14,9%     | 15,1%       |
| 2009 | 15,1% | 14,5%   | 14,7% | 14,2% | 14,7% | 13,4% | 12,8% | 12,6%  | 12,5%      | 12,2%   | 12,1%     | 12,0%     | 13,4%       |
| 2010 | 11,8% | 11,5%   | 11,0% | 10,2% | 9,5%  | 8,8%  | 8,5%  | 9,0%   | 8,1%       | 7,8%    | 8,4%      | 8,4%      | 9,4%        |
| 2011 | 8,6%  | 8,5%    | 8,6%  | 8,1%  | 7,8%  | 8,0%  | 7,5%  | 8,1%   | 7,4%       | 7,5%    | 8,6%      | 8,6%      | 8,2%        |
| 2012 | 9,0%  | 9,9%    | 10,0% | 10,0% | 9,9%  | 9,5%  | 10,2% | 10,6%  | 9,8%       | 10,0%   | 10,1%     | 10,0%     | 9,9%        |
| 2013 | 10,7% | 10,5%   | 9,7%  | 9,5%  | 9,7%  | 9,9%  | 9,7%  | 9,0%   | 9,0%       | 9,1%    | 9,2%      | 8,8%      | 9,6%        |
| 2014 | 10,0% | 10,3%   | 9,7%  | 8,7%  | 9,3%  | 8,6%  | 8,4%  | 8,9%   | 8,9%       | 8,6%    | 8,1%      | 8,5%      | 9,0%        |
| 2015 | 8,8%  | 9,0%    | 8,3%  | 7,8%  | 8,0%  | 8,2%  | 7,9%  | 8,3%   | 7,3%       | 7,5%    | 7,6%      | 7,1%      | 8,0%        |
| 2016 | 7,9%  | 7,6%    | 7,5%  | 7,3%  | 6,7%  | 6,9%  | 7,0%  | 7,3%   | 7,4%       | 7,3%    | 7,4%      | 7,6%      | 7,3%        |
| 2017 | 7,9%  | 7,4%    | 7,5%  | 7,8%  | 7,9%  | 7,4%  | 7,2%  | 8,0%   | 7,2%       | 8,6%    | 8,3%      | 8,4%      | 7,8%        |
| 2018 | 8,6%  | 8,6%    | 8,3%  | 8,4%  | 8,4%  | 8,2%  | 8,4%  | 8,1%   | 7,9%       | 8,1%    | 8,4%      | 7,9%      | 8,3%        |
| 2019 | 8,7%  | 7,9%    | 8,1%  | 8,5%  | 8,5%  | 8,5%  | 7,5%  | 7,7%   | 7,9%       | 8,3%    | 8,7%      | 8,6%      | 8,3%        |
| 2020 | 9,1%  | 9,2%    | 10,5% | 10,6% | 10,2% | 10,4% | 10,3% | 9,7%   | 9,4%       | 9,6%    | 9,9%      | 10,1%     | 9,9%        |
| 2021 | 11,2% | 10,5%   | 10,5% | 10,4% | 10,9% | 10,4% | 10,2% | 8,8%   | 9,6%       | 9,0%    | 9,5%      | 10,0%     | 10,2%       |
| 2022 | 9,9%  | 9,0%    | 9,0%  | 8,8%  | 9,0%  | 9,5%  | 8,8%  | 7,8%   | 8,2%       | 8,0%    | 7,7%      | 7,3%      | 8,6%        |
| 2023 | 8,8%  | 8,6%    | 7,9%  | 8,5%  | 8,9%  | 8,9%  | 8,4%  | 7,9%   | 8,0%       | 8,6%    | 7,6%      | 7,6%      | 8,3%        |
| 2024 | 8,3%  | 8,2%    | 8,5%  | 9,7%  | 8,9%  | 8,2%  | 8,4%  | 8,2%   | 8,2%       | 8,0%    | 8,1%      | 8,5%      | 8,4%        |

### Navarra
| Año  | Enero | Febrero | Marzo | Abril | Mayo | Junio | Julio | Agosto | Septiembre | Octubre | Noviembre | Diciembre | Media anual |
| ---- | ----- | ------- | ----- | ----- | ---- | ----- | ----- | ------ | ---------- | ------- | --------- | --------- | ----------- |
| 2007 | -     | -       | -     | -     | -    | -     | -     | -      | -          | -       | 1,4%      | 1,3%      | 1,3%        |
| 2008 | 1,3%  | 1,4%    | 1,4%  | 1,2%  | 1,1% | 1,2%  | 1,3%  | 1,3%   | 1,1%       | 1,0%    | 1,1%      | 1,1%      | 1,2%        |
| 2009 | 1,3%  | 1,2%    | 1,1%  | 1,0%  | 1,0% | 1,2%  | 1,3%  | 1,3%   | 1,1%       | 1,0%    | 0,8%      | 1,1%      | 1,1%        |
| 2010 | 0,7%  | 0,6%    | 0,5%  | 0,7%  | 0,6% | 0,6%  | 0,4%  | 0,5%   | 0,5%       | 0,5%    | 0,5%      | 0,4%      | 0,5%        |
| 2011 | 0,9%  | 0,6%    | 0,5%  | 1,3%  | -    | -     | -     | -      | -          | -       | -         | -         | 0,8%        |